# Powiat poznański

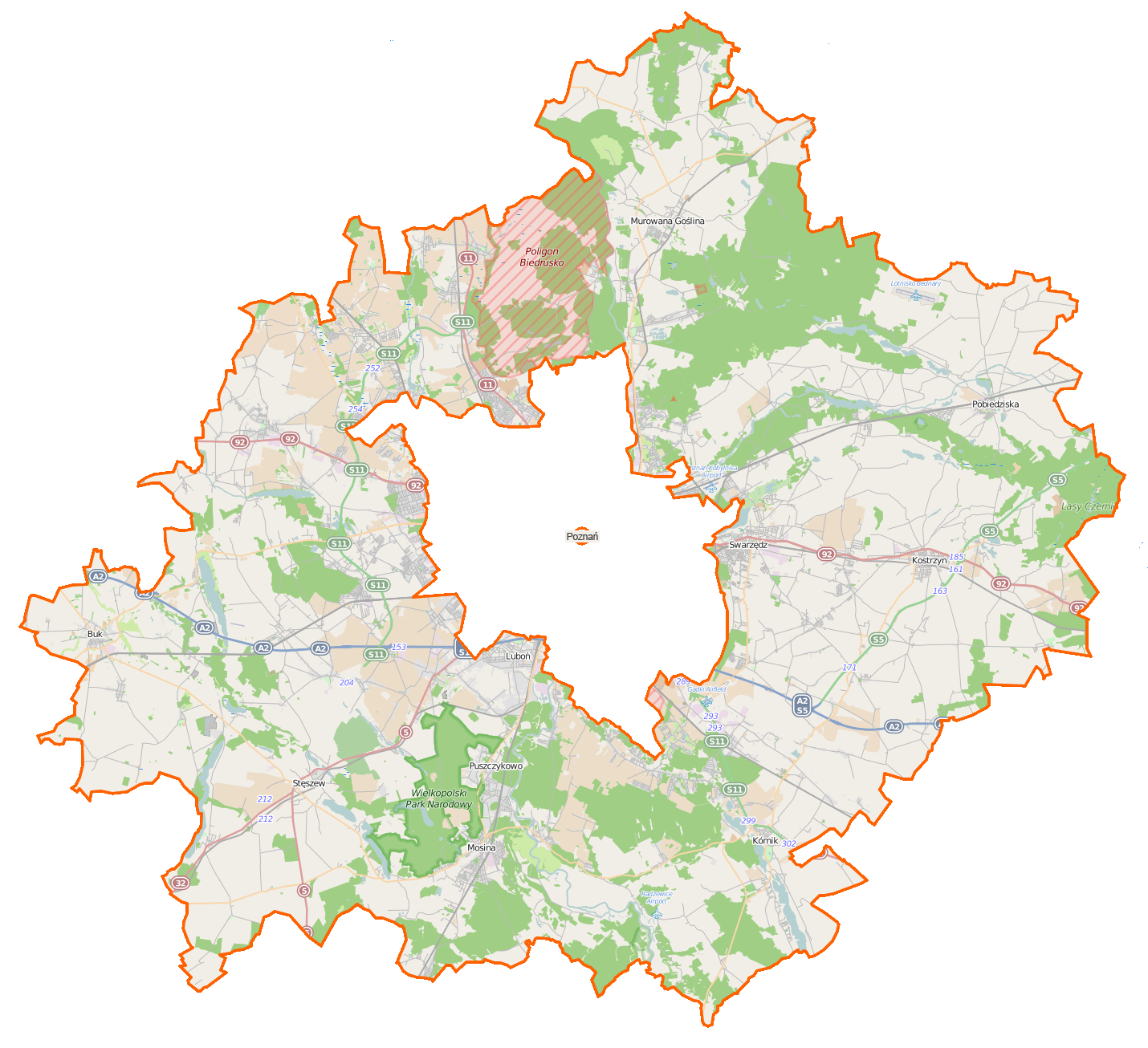
Mapa powiatu

Powiat poznański – powiat w Polsce, w województwie wielkopolskim, utworzony w 1999 roku w ramach reformy administracyjnej. Tworzy go 17 gmin otaczających miasto Poznań. Jest to największy pod względem powierzchni powiat w województwie wielkopolskim (1900 km²), a także powiat ziemski o najwyższej liczbie ludności w Polsce – około 445 tys. mieszkańców (31 grudnia 2023 r.). Spośród powiatów w województwie wielkopolskim (nie wliczając miast na prawach powiatu) wyróżnia go także najwyższa gęstość zaludnienia na 1 km² – ok. 210 osób.
Siedzibą władz powiatu jest Poznań, który jest oddzielnym miastem na prawach powiatu i nie wchodzi tym samym w skład powiatu poznańskiego.
W skład powiatu wchodzą:
- gminy miejskie: Luboń, Puszczykowo
- gminy miejsko-wiejskie: Buk, Kostrzyn, Kórnik, Mosina, Murowana Goślina, Pobiedziska, Stęszew, Swarzędz
- gminy wiejskie: Czerwonak, Dopiewo, Kleszczewo, Komorniki, Rokietnica, Suchy Las, Tarnowo Podgórne
- miasta: Buk, Kostrzyn, Kórnik, Luboń, Mosina, Murowana Goślina, Pobiedziska, Puszczykowo, Stęszew, Swarzędz

Według danych z 31 grudnia 2019 roku powiat zamieszkiwały 399 272 osoby. Natomiast według danych z 31 grudnia 2023 roku powiat zamieszkiwało 445 121 osób.

## Charakterystyka powiatu
Powiat poznański położony jest w paśmie makroregionu Pojezierza Wielkopolskiego, w mezoregionie Poznańskiego Przełomu Warty, w dorzeczu Warty wraz z jej dopływami, to jest rzekami: Cybina, Główna i Kopel oraz Kanałem Mosińskim.
Powierzchnia powiatu wynosi 189 995 ha (1 899,95 km²).
Użytki rolne zajmują 48,0% obszaru (91 270 ha), lasy – 22,0% (41 737 ha), a tereny zurbanizowane – 16,1% (30 655 ha).
Łączny udział obszarów objętych różnymi formami ochrony (parki narodowe i krajobrazowe, obszary chronionego krajobrazu, rezerwaty przyrody, użytki ekologiczne) w ogólnej powierzchni powiatu kształtuje się na poziomie 28,0% (53 202 ha).
Sąsiednimi powiatami powiatu poznańskiego są: gnieźnieński, wrzesiński, średzki, śremski, kościański, obornicki, grodziski, szamotulski, nowotomyski, wągrowiecki.

## Gminy powiatu
| Gmina            | Typ gminy       | Siedziba         | Powierzchnia [km²]        | Ludność                   | Gęstość zaludnienia [osób/km²] |
| Gmina            | Typ gminy       | Siedziba         | (stan na 1 stycznia 2020) | (stan na 1 stycznia 2020) | (stan na 1 stycznia 2020)      |
| ---------------- | --------------- | ---------------- | ------------------------- | ------------------------- | ------------------------------ |
| Buk              | miejsko-wiejska | Buk              | 90,58                     | 12 610                    | 139                            |
| Czerwonak        | wiejska         | Czerwonak        | 82,48                     | 27 617                    | 335                            |
| Dopiewo          | wiejska         | Dopiewo          | 108,02                    | 28 138                    | 260                            |
| Kleszczewo       | wiejska         | Kleszczewo       | 74,46                     | 8868                      | 119                            |
| Komorniki        | wiejska         | Komorniki        | 66,41                     | 30 620                    | 461                            |
| Kostrzyn         | miejsko-wiejska | Kostrzyn         | 154,81                    | 18 491                    | 119                            |
| Kórnik           | miejsko-wiejska | Kórnik           | 186,12                    | 29 787                    | 160                            |
| Luboń            | miejska         | –                | 13,51                     | 31 941                    | 2364                           |
| Mosina           | miejsko-wiejska | Mosina           | 171,43                    | 33 442                    | 195                            |
| Murowana Goślina | miejsko-wiejska | Murowana Goślina | 172,23                    | 16 901                    | 98                             |
| Pobiedziska      | miejsko-wiejska | Pobiedziska      | 189,58                    | 19 741                    | 104                            |
| Puszczykowo      | miejska         | –                | 16,39                     | 9657                      | 589                            |
| Rokietnica       | wiejska         | Rokietnica       | 79,30                     | 18 637                    | 235                            |
| Stęszew          | miejsko-wiejska | Stęszew          | 175,02                    | 15 126                    | 86                             |
| Suchy Las        | wiejska         | Suchy Las        | 116,01                    | 18 104                    | 156                            |
| Swarzędz         | miejsko-wiejska | Swarzędz         | 101,78                    | 51 522                    | 506                            |
| Tarnowo Podgórne | wiejska         | Tarnowo Podgórne | 101,75                    | 28 070                    | 276                            |

## Miasta
W obrębie powiatu poznańskiego znajduje się 10 miast (liczba mieszkańców według danych GUS z 1 stycznia 2024):
1. Luboń (32835)
2. Swarzędz (28254)
3. Mosina (14501)
4. Murowana Goślina (10287)
5. Pobiedziska (9891)
6. Kostrzyn (9855)
7. Puszczykowo (9292)
8. Kórnik (8141)
9. Stęszew (5874)
10. Buk (5502)

## Ludność
Pod koniec 2023 r. powiat poznański zamieszkiwało 445,1 tys. osób
Pod koniec 2012 r. powiat poznański zamieszkiwało 344,7 tys. osób.
|        | Liczba  | % mieszkańców | Mężczyźni | Kobiety |
| ------ | ------- | ------------- | --------- | ------- |
| Ogółem | 344 752 | 100%          | 167 734   | 177 018 |
| Miasto | 132 380 | 38,4%         | 63 629    | 68 751  |
| Wieś   | 212 372 | 61,6%         | 104 105   | 108 267 |

W roku 1995 powiat poznański zamieszkiwało 240,7 tys. osób, a w 2012 roku – już 344,7 tys. osób. Oznacza to, że w ciągu 17 lat przybyło aż 104,0 tys. nowych mieszkańców (wzrost liczby ludności o 43,2%). Największe przyrosty występują w gminach: Dopiewo, Kleszczewo, Komorniki, Rokietnica, Suchy Las i Tarnowo Podgórne.
Wskaźnik urbanizacji w powiecie poznańskim wynosi 38,4% – oznacza to, że większość ludności tego obszaru (61,6%) mieszka na wsi. Wiele podpoznańskich miejscowości, mimo że nie posiada praw miejskich, zamieszkiwane są często nawet przez 4–14 tys. osób. Wieś Plewiska jest 2. najludniejszą wsią w Polsce.
Najludniejsze miejscowości powiatu poznańskiego (dane GUS z 2021 roku):
1. miasto Luboń – 32 801 mieszkańców
2. miasto Swarzędz – 28 392 mieszkańców
3. miasto Mosina – 14 460 mieszkańców
4. wieś Plewiska – 14 162 mieszkańców
5. wieś Koziegłowy – 11 598 mieszkańców
6. wieś Komorniki – 10 996 mieszkańców
7. miasto Murowana Goślina – 10 268 mieszkańców
8. miasto Kostrzyn – 9 860 mieszkańców
9. miasto Pobiedziska – 9 843 mieszkańców
10. wieś Skórzewo – 9 559 mieszkańców
11. wieś Rokietnica – 9 369 mieszkańców
12. miasto Puszczykowo – 9 316 mieszkańców
13. wieś Zalasewo – 8 344 mieszkańców
14. miasto Kórnik – 8 150 mieszkańców
15. wieś Suchy Las – 8 145 mieszkańców
16. wieś Tarnowo Podgórne – 6 918 mieszkańców
17. wieś Przeźmierowo – 6 835 mieszkańców
18. miasto Stęszew – 5 905 mieszkańców
19. wieś Czerwonak – 5 836 mieszkańców
20. miasto Buk – 5 537 mieszkańców

## Urbanizacja
Miasta powiatu poznańskiego: Buk, Kostrzyn, Kórnik, Luboń, Mosina, Murowana Goślina, Pobiedziska, Puszczykowo, Stęszew, Swarzędz. Najludniejszym z nich jest Luboń mający 32 801 mieszkańców.
W obrębie powiatu poznańskiego, Poznania oraz gmin: Oborniki, Skoki, Szamotuły i Śrem rozwija się aglomeracja poznańska.

## Administracja i samorząd
Siedzibą władz powiatu jest Poznań. Organem uchwałodawczym samorządu jest Rada Powiatu w Poznaniu, w której skład wchodzi 29 radnych. Rada wybiera organ wykonawczy, którym jest Zarząd Powiatu w Poznaniu składający się z 4 członków. Na czele zarządu stoi Starosta Poznański.
Urząd Starosty Poznańskiego od 1999 r. sprawowali:
- Ryszard Pomin (1999–2002)
- Jan Grabkowski (od 2002)

| Komitet Wyborczy              | Liczba radnych |
| ----------------------------- | -------------- |
| KW Platforma Obywatelska      | 14/29          |
| KW Prawo i Sprawiedliwość     | 7/29           |
| KWW Bezpartyjni Samorządowcy  | 5/29           |
| KWW Niezależni dla Powiatu    | 2/29           |
| KW Polskie Stronnictwo Ludowe | 1/29           |

Budżet powiatu poznańskiego w 2013 r. zamknął się dochodami w wysokości 213,7 mln zł oraz wydatkami w wysokości 220,4 mln zł. Deficyt budżetu wyniósł 6,7 mln zł. Zadłużenie samorządu na koniec roku wyniosło 48,6 mln zł, co stanowiło 22,73% wartości wykonywanych dochodów powiatu.

## Publiczny transport zbiorowy

### Komunikacja autobusowa
W listopadzie 2010 r. powołano Związek Międzygminny „Transport Aglomeracji Poznańskiej” który zajmuje się organizacją wspólnego transportu publicznego w podpoznańskich gminach. Obecnie trwa proces integracji podmiejskich linii autobusowych z systemem miejskim. Miasto Poznań na podstawie porozumień międzygminnych przejmuje odpowiedzialność za kolejne linie autobusowe – ZTM obsługuje m.in. wszystkie połączenia w Luboniu oraz gminach Czerwonak, Komorniki i Suchy Las. Na początku 2024 r. funkcjonowało 80 linii aglomeracyjnych ZTM (70 dziennych i 10 nocnych), które wybiegały poza obszar stolicy Wielkopolski:
- linie dzienne (tu wymienione tylko te obsługiwane przez MPK Poznań) – 173, 322, 348, 416, 425, 727, 911
- linie nocne (wszystkie podmiejskie z wyjątkiem niezintegrowanej linii 400) – 215, 219, 224, 227, 250, 251, 252, 253, 257, 258

Połączenia te obsługuje poznańskie MPK oraz lokalni przewoźnicy (m.in. P.T. Translub z Lubonia, P.U.K. Komorniki oraz Z.K.P. Suchy Las). Na wszystkich liniach obowiązuje taka sama taryfa („A” – miasto Poznań; „A+B” – miasto Poznań i ościenne miejscowości; „A+B+C” oraz „A+B+C+D” – miasto Poznań, ościenne miejscowości i miejscowości nie graniczące z Poznaniem), te same bilety i wspólna numeracja połączeń.
Gminy graniczące z Poznaniem posiadają również własnych przewoźników, którzy obsługują lokalne linie autobusowe (III 2024 r.):
- gmina Czerwonak – P.W. Transkom (12 linii: 252, 312, 320, 321, 323, 341, 342, 388, 392, 394, 396, 397)[19]
- gmina Dopiewo – BisTrans (7 linii: 257, 720, 721, 727, 729, 791, 792)[20]
- gmina Kleszczewo – Z.K. Kleszczewo (5 linii: 431, 432, 433, 435, 488, 489)[21]
- gmina Kórnik – K.P.A. Kombus (19 linii: 501, 502, 511, 512, 527, 560, 561, 580, 582, 590, 591, 592, 593, 594, 595, 596, 597, 598, 599)[22]
- gmina Mosina – Trako (6 linii: 691, 692, 693, 694, 698, 699)[23]
- gmina Murowana Goślina – Warbus (7 linii: 385 (395 bis), 389 (399 bis), 390, 391, 393, 395, 399)[24]
- gmina Rokietnica – Z.U.K. Rokbus (9 linii: 219, 832, 833, 834, 835, 836, 837, 891, 893)[25]
- gmina Swarzędz – S.P.K. w Swarzędzu (21 linii: 400, 401, 405, 406, 407, 412, 413, 416, 425, 471, 484, 485, 486, 490, 491, 492, 493, 494, 497, 498, 499)[26]
- gmina Suchy Las – ZKP Suchy Las (5 linii: 901, 902, 904, 905, 907)[27]
- gmina Tarnowo Podgórne – TPBus (13 linii: 219, 258, 801, 802, 803, 804, 811, 812, 813, 821, 882, 886, 889)[28][29][30]
- miasto Puszczykowo – Eko-Rondo (1 linia: 695)[31]

Komunikację międzygminną obsługują również prywatni przewoźnicy operujący przede wszystkim busami.
Większość linii autobusowych łączących podpoznańskie miejscowości ze stolicą Wielkopolski kończy swój bieg na 6 dworcach i pętlach: dworzec Górczyn, dworzec Os. Jana III Sobieskiego, dworzec Rondo Rataje, dworzec Rondo Śródka, pętla Dębiec, pętla Ogrody.
Mieszkańcy gmin położonych dalej od Poznania (m.in. Buk, Kostrzyn, Mosina, Pobiedziska i Stęszew) korzystają z licznych połączeń realizowanych przez PKS Poznań.

## Gospodarka
Bliskość Poznania, który jest ośrodkiem gospodarczym oraz dużym rynkiem zbytu, powoduje że inwestorzy wybierają także okoliczne gminy na miejsce prowadzenia działalności gospodarczej.

### Inwestycje gminne
W latach 2008–2012 powiat poznański oraz wchodzące w jego skład gminy wydały na inwestycje łącznie 1601 mln zł, co daje wynik 4644 zł na mieszkańca. Zbliżone kwoty na inwestycje przeznaczyły w tym okresie samorządy takich miast, jak Katowice (1 527 mln zł – 4969 zł/mieszk.), Lublin (1 362 mln zł – 3919 zł/mieszk.) i Szczecin (1 644 mln zł – 4020 zł/mieszk.).

#### Większe inwestycje drogowe
W czerwcu 2012 r. oddano do użytku wschodnią obwodnicę Poznania. Projekt obejmował budowę dwujezdniowej trasy ekspresowej o długości 34,6 km, budowę dwujezdniowej drogi przyspieszonej o długości 4,5 km oraz budowę węzła autostradowego „Poznań Wschód”. Całość inwestycji kosztowała ok. 1400 mln zł
W 2012 r. oddano do użytku dwa odcinki zachodniej obwodnicy Poznania o łącznej długości 21,9 km. Cały projekt obejmuje budowę dwujezdniowej trasy ekspresowej o długości 27,2 km oraz budowę węzła autostradowego „Poznań Zachód”. Koszt obecnie zrealizowanej części inwestycji (etapy I i IIa oraz węzeł autostradowy) wyniósł ok. 1056 mln zł. Budowa brakującego środkowego odcinka obwodnicy (etap IIb) o długości 5,3 km rozpoczęła się wiosną 2013 r. Nowa trasa będzie kosztować ok. 108 mln zł.
W czerwcu 2012 r. oddano do użytku 9,3-kilometrową obwodnicę Murowanej Gośliny wyprowadzającą poza miasto ruch z dróg wojewódzkich nr 196 i nr nr 187. Budowa jednojezdniowej trasy kosztowała ok. 90,5 mln zł.
W grudniu 2011 r. oddano do użytku przebudowany 5-kilometrowy fragment drogi wojewódzkiej nr 307 na odcinku od granic miasta Poznania do węzła z zachodnią obwodnicą Poznania w Zakrzewie. Budowa dwujezdniowej drogi kosztowała ok. 44 mln zł.

#### Większe inwestycje kolejowe
Wiosną 2013 r. rozpoczęła się modernizacja 32-kilometrowego fragmentu linii kolejowej E 59 Wrocław – Poznań na odcinku od stacji Poznań Dębiec do stacji Czempiń. Koszt inwestycji szacuje się na ok. 940 mln zł.
W grudniu 2011 r. otwarto zmodernizowany 50-kilometrowy fragment linii kolejowej nr 356 na odcinku od stacji Poznań Wschód do stacji Wągrowiec. Inwestycja kosztowała ok. 154 mln zł.
W marcu 2011 r. rozpoczęła się modernizacja 73-kilometrowego fragmentu linii kolejowej nr 357 na odcinku od stacji Luboń k/Poznania do stacji Wolsztyn. Inwestycja kosztować będzie ok. 84 mln zł.

### Specjalna strefa ekonomiczna
W Swarzędzu i Stęszewie znajdują się podstrefy Kostrzyńsko-Słubickiej Specjalnej Strefy Ekonomicznej (KSSSE). Firmy, które zainwestują na tych terenach kwotę co najmniej 100 tys. EUR, uprawnione będą do skorzystania ze zwolnienia z podatku dochodowego CIT w wysokości 40–60% wartości poniesionych nakładów inwestycyjnych lub 40–60% wartości dwuletnich kosztów pracy. Ulgi te przysługiwać będą do 2026 r.
Podstrefa swarzędzka KSSSE obejmuje obszar 49,0 ha (wolne tereny). Grunty inwestycyjne znajdują się przy szlaku kolejowym E20 (Paryż – Moskwa) oraz w pobliżu dwujezdniowej drogi krajowej nr 92 (Berlin – Warszawa). Obszar ten należy do Centrum Logistyczno-Inwestycyjnego Poznań (CLIP). W okolicy znajdują się liczne zakłady produkcyjne i magazyny oraz centrum logistyczne.
Podstrefa KSSSE w gminie Stęszew to działki inwestycyjne w miejscowościach Strykowo i Strykówko, o łącznej powierzchni 30 ha (wolne tereny). Zlokalizowane są one przy drodze krajowej nr 32 (Poznań – Gubin) oraz linia kolejowa nr 357 (Poznań – Sulechów). Do 2017 r. powstanie tu „Węzeł Stęszew” stanowiący skrzyżowanie z dwujezdniową drogą ekspresowej S5. W okolicy znajdują się zakłady produkcyjne i magazyny.

### Firmy
Na terenie powiatu istnieje dobrze rozwinięta sieć instytucji wspierania przedsiębiorczości (m.in. centra doradztwa, fundusze pożyczkowe, instytuty naukowo-badawcze, ośrodki innowacji, centra informacyjne oraz izby branżowe).
Pod koniec 2012 r. w powiecie poznańskim działało 50,8 tys. podmiotów gospodarczych, z czego osoby fizyczne prowadzące własną działalność gospodarczą stanowiły 40,7 tys. podmiotów (80,1%). Zbliżona liczba firm zarejestrowana jest w Bydgoszczy (43,4 tys.), Katowicach (44,0 tys.) i Lublinie (42,3 tys.).
Najwięcej firm funkcjonuje w gminach Swarzędz (6 949 firm), Luboń (4 527 firm), Tarnowo Podgórne (4 489 firm), Mosina (3 851 firm), Komorniki (3 643 firmy), Kórnik (3 362 firmy), Czerwonak (3 227 firm), Suchy Las (3 129 firm) i Dopiewo(3 128 firm).
W powiecie poznańskim ulokowało się 947 spółek handlowych z udziałem kapitału zagranicznego – najwięcej w gminach Tarnowo Podgórne (243) i Swarzędz (146).
Z grona 55 największych firm aglomeracji poznańskiej w 2012 r. aż 24 przedsiębiorstwa mają swoją siedzibę na terenie powiatu poznańskiego.

### Pracujący, bezrobocie i dojazdy do pracy
Pod koniec 2011 r. w powiecie poznańskim pracowało łącznie 104,5 tys. osób (w firmach zatrudniających co najmniej 10 osób). Zbliżony poziom zatrudnienia odnotowano w Szczecinie – 109 tys. osób.
Według danych za 2012 r. najwięcej miejsc pracy (w firmach zatrudniających co najmniej 10 osób) znajduje się w gminach: Tarnowo Podgórne (18,7 tys.), Swarzędz (13,7 tys.), Kórnik (11,1 tys.), Komorniki (9,9 tys.), Czerwonak (6,5 tys.) i Suchy Las (6,3 tys.).
Pod koniec 2011 r. w powiecie poznańskim najwięcej osób pracowało:
1. w przemyśle i budownictwie (46,2 tys. osób)
2. w handlu i naprawach, transporcie i magazynowaniu, zakwaterowaniu i gastronomii, informacji i komunikacji (33,4 tys. osób)
3. w pozostałych usługach – m.in. nauka, administracja publiczna, ochrona narodowa, opieka zdrowotna i kultura (14,2 tys. osób)
4. w rolnictwie (9,3 tys. osób)
5. w działalności finansowej i ubezpieczeniach oraz w obsłudze nieruchomości (1,4 tys. osób)

Poziom bezrobocia w powiecie poznańskim należy do najniższych w kraju – pod koniec 2012 r. stopa bezrobocia wynosiła 4,6% (7,1 tys. osób bezrobotnych).
Z badań poznańskiego Ośrodka Statystyki Miast przeprowadzonych w 2006 r. wynika, że w aglomeracji poznańskiej występuje przepływ siły roboczej – oznacza to, że znacząca część mieszkańców tego obszaru dojeżdża do pracy w innej gminie niż ta, w której mieszkają:
| Miasto / powiat  | Wyjeżdzający do pracy | Przyjeżdzający do pracy | Bilans  |
| ---------------- | --------------------- | ----------------------- | ------- |
| Poznań           | 14 209                | 61 488                  | +47 279 |
| Powiat poznański | 30 588                | 26 523                  | –4 065  |

W 2006 r. 14,2 tys. mieszkańców Poznania dojeżdżało do pracy w innych gminach. Większość z nich (71,9%) było zatrudnionych w miejscowościach oddalonych od centrum miasta o maks. 30 km. Jest to spowodowane wysokim poziomem rozwoju powiatu poznańskiego, w którym działa wiele firm zatrudniających poznaniaków. Z drugiej strony do stolicy Wielkopolski dojeżdżało w celach zarobkowych 61,5 tys. osób. Z tej liczby 65% stanowiły osoby przyjeżdżające do pracy w Poznaniu z miejscowości oddalonych od centrum miasta o maks. 50 km (powiaty: kościański, obornicki, poznański, szamotulski, śremski i wągrowiecki).

### Przemysł
Poznań razem z pięcioma najbardziej uprzemysłowionymi gminami powiatu poznańskiego – Czerwonak, Komorniki, Luboń, Swarzędz i Tarnowo Podgórne – tworzą Poznański Okręg Przemysłowy.
Do większych zakładów produkcyjnych działających na obszarze powiatu poznańskiego zaliczyć można m.in. (XI 2013): ArjoHuntleigh, Curtis Health Caps, Deceuninck, Dramers, Forte Sweden, Hammer, Hempel Paints, Hilding Anders, Imperial Tobacco, Kimball Electronics, MAN Bus, Marmite, Mondelēz, Mondi Poznań, Novol, PF Logo Express, R.Twining & Company, Schattdecor, Sokołów, Solaris Bus & Coach, Stora Enso, Strauss Cafe, TFP, Volkswagen Poznań, Wavin Metalplast-Buk, Ever Power Systems czy Zakłady Drobiarskie „Koziegłowy”.

### Magazyny i logistyka
Z raportu sporządzonego przez firmę doradczą Cushman & Wakefield wynika, że pod koniec 2012 r. aglomeracja poznańska dysponowała 1 027 000 m² nowoczesnej powierzchni magazynowej. Dominującymi najemcami są operatorzy logistyczni i firmy handlowe. Zajmują się one dystrybucją towarów zarówno na obszarze województwa wielkopolskiego, jak i w północno-zachodniej Polsce, czy na terenie całego kraju. Nowo powstające hale magazynowe mają przede wszystkim charakter obiektów typu build-to-suit (BTS), czyli magazynów budowanych na zlecenie przyszłych najemców. Na przełomie 2012 i 2013 r. w budowie znajdowało się kolejne 30 000 m² nowoczesnej powierzchni magazynowej.
Rok 2014 był rekordowy pod względem powierzchni nowo powstałych hal magazynowych. Tylko 3 największe projekty zwiększyły podaż aż o 196 000 m² – Amazon.com (Sady, 92 000 m²), Grupa Muszkieterów (Swadzim, 74 000 m²) i Volkswagen Group Polska (Komorniki, 30 000 m²).
Parki magazynowe w regionie poznańskim skoncentrowane są przede wszystkim na przedmieściach stolicy Wielkopolski – wzdłuż autostrady A2 oraz przy równoległej do niej drodze krajowej nr 92. Obiekty te funkcjonują (lub powstają) w Bugaju, Gądkach, Jasinie, Komornikach, Koninku, Kostrzynie, Luboniu, Niepruszewie, Paczkowie, Plewiskach, Robakowie, Sadach, Sierosławiu, Swadzimiu, Wysogotowie i Żernikach. Obecnie inwestorzy interesują się również terenami przy nowo powstałych drogach ekspresowych – zachodniej obwodnicy Poznania (S11) i wschodniej obwodnicy Poznania (S5).
W grudniu 2013 r. firmy spedycyjno-logistyczne z Poznania i okolic miały do dyspozycji 7 przeładunkowych terminali kolejowych. Cztery z nich znajdowały się na terenie powiatu poznańskiego:
1. Cargosped (PKP Cargo Logistics) – Gądki (powierzchnia 10 300 m², możliwość składowania 1000 kontenerów)[49],
2. Cargosped (PKP Cargo Logistics) – Kobylnica (powierzchnia 9300 m², możliwość składowania 500 kontenerów)[49],
3. CLIP Logistics – Swarzędz (powierzchnia 6500 m², możliwość składowania 800 kontenerów)[50],
4. Polzug Intermodal Polska – Gądki (powierzchnia 320 000 m², możliwość składowania 1500 kontenerów)[51].

Działająca w Jasinie firma STS Logistic Sp. z o.o. prowadzi jedno z większych w Europie Środkowo-Wschodniej centrów logistyki samochodów osobowych i dostawczych. Mieści się ono na obszarze 30 ha i dysponuje miejscami postojowymi dla 15 000 samochodów. Przedsiębiorstwo zajmuje się transportem pojazdów, dostawą do dealerów, magazynowaniem, ekspedycją samochodów drogą kolejową oraz doposażaniem pojazdów. W 2009 r. firma dostarczyło dystrybutorom i dealerom ponad 400 000 samochodów.
Ze względu na strategiczne położenie oraz dużą liczbę działających tu firm produkcyjnych i handlowych – swoje bazy w rejonie Poznania ulokowały wszystkie znaczące firmy spedycyjno-logistyczne i kurierskie. Należą do nich: Anton Röhr (Mosina), Dachser (Gądki), DB Schenker (Tarnowo Podgórne), DHL (Głuchowo), DPD (Komorniki), DSV (Sady), FedEx Express (Poznań), Gefco (Plewiska), GLS (Głuchowo), JAS-FBG (Sady), K-EX (Poznań), Kuehne+Nagel (Gądki), Nagel (Komorniki), Raben (Gądki), Röhlig Suus (Tarnowo Podgórne), Siódemka (Poznań) i UPS (Poznań).

### Handel
Ze względu na dynamiczny wzrost liczby mieszkańców podpoznańskich miejscowości, powstają tam liczne sklepy spożywcze, dyskonty oraz mniejsze supermarkety. Rozbudowywane i modernizowane są także istniejące już placówki handlowe. Obecnie sklepy dyskontowe i markety budowane są coraz częściej przy trasach wylotowych z Poznania, aby osoby pracujące w stolicy Wielkopolski mogły dokonywać zakupów w drodze powrotnej do domu.
W powiecie poznańskim funkcjonuje wiele małych i średnich sklepów spożywczych, z których część należy do lokalnych i ogólnopolskich sieci handlowych – m.in. Abc, Chata Polska, Yeto, Delikatesy Centrum, Freshmarket, Jeżyk, Koniczynka, Krecik, Lewiatan, Małpka Express, Odido, Primo, Rabat, Si Market, Sklep dla Ciebie, Sklep Polski, czy Żabka. Listę tę uzupełniają placówki należące do lokalnych spółdzielni – Społem PSS Poznań i Społem PSS Puszczykowo.
W większych miejscowościach (Buk, Dopiewo, Kostrzyn, Koziegłowy, Kórnik, Luboń, Mosina, Murowana Goślina, Przeźmierowo, Stęszew, Swarzędz i Tarnowo Podgórne) działają również targowiska.
Na terenie wyścigowego Toru Poznań w Przeźmierowie funkcjonuje giełda i kiermasz części samochodowych. Zarządcą obiektu jest Automobilklub Wielkopolski. Na giełdzie handluje regularnie około 3,5 tys. osób, z czego około 1 tys. stanowią sprzedawcy samochodów.
W styczniu 2013 r. na obszarze gmin powiatu poznańskiego funkcjonowały:
- 34 sieciowe stacje paliw
- 30 salonów samochodowych
- 40 dyskontów
- 48 marketów spożywczo-przemysłowych
- 1 hipermarket spożywczo-przemysłowy
- 4 duże i 5 mniejszych marketów budowlanych
- 2 elektromarkety
- 4 wolnostojące sklepy wielkopowierzchniowe innych branż
- 3 większe centra handlowe
- 10 mniejszych galerii handlowych
- 1 centrum wyposażenia wnętrz

W aglomeracji poznańskiej trwa obecnie nowy na polskim rynku trend – lokowanie supermarketów i dyskontów w mniejszych miejscowościach oraz na wsi. Nowoczesne sklepy (m.in. Aldi, Biedronka, Chata Polska, Carrefour Market, Dino, Ledi, Lidl, Netto, Piotr i Paweł, Stokrotka, czy Tesco Supermarket) powstały już w Biedrusku, Czerwonaku, Dąbrowie, Dąbrówce, Dopiewie, Kamionkach, Komornikach, Koziegłowach, Plewiskach, Przeźmierowie, Rokietnicy, Skórzewie, Suchym Lesie oraz Tarnowie Podgórnym.

### Budownictwo mieszkaniowe
Charakterystyczną cechą poznańskiego rynku nieruchomości jest fakt, iż od 2008 r. na obszarze gmin powiatu poznańskiego powstaje więcej nowych domów i mieszkań, aniżeli w samym Poznaniu. Sytuacja ta jest ewenementem w skali ogólnopolskiej, gdyż w gminach otaczających pozostałe duże miasta liczba nowych lokali mieszkalnych jest zawsze mniejsza od tej w stolicy danego regionu.
| Lokalizacja      | 2009  | 2010  | 2011  | 2012  | 2013  | 2014  | 2015  | 2016  |
| ---------------- | ----- | ----- | ----- | ----- | ----- | ----- | ----- | ----- |
| Poznań           | 3531  | 3180  | 2499  | 2734  | 2597  | 3642  | 3629  | 2920  |
| Powiat poznański | 3 972 | 3 803 | 4 328 | 3 886 | 3 597 | 3 318 | 3 815 | 4 099 |
| Razem            | 7 503 | 6 983 | 6 827 | 6 620 | 6 194 | 6 960 | 7 444 | 7 019 |

W powiecie poznańskim 57,0% lokali mieszkalnych powstałych w 2012 r. stanowiły domy jednorodzinne, a kolejne 43,0% – mieszkania na sprzedaż lub wynajem w budynkach wielorodzinnych.
Najwięcej nowych mieszkań i domów powstaje w gminach:
1. Komorniki
2. Dopiewo
3. Swarzędz
4. Rokietnica
5. Kórnik
6. Mosina
7. Tarnowo Podgórne
8. Luboń

### Turystyka

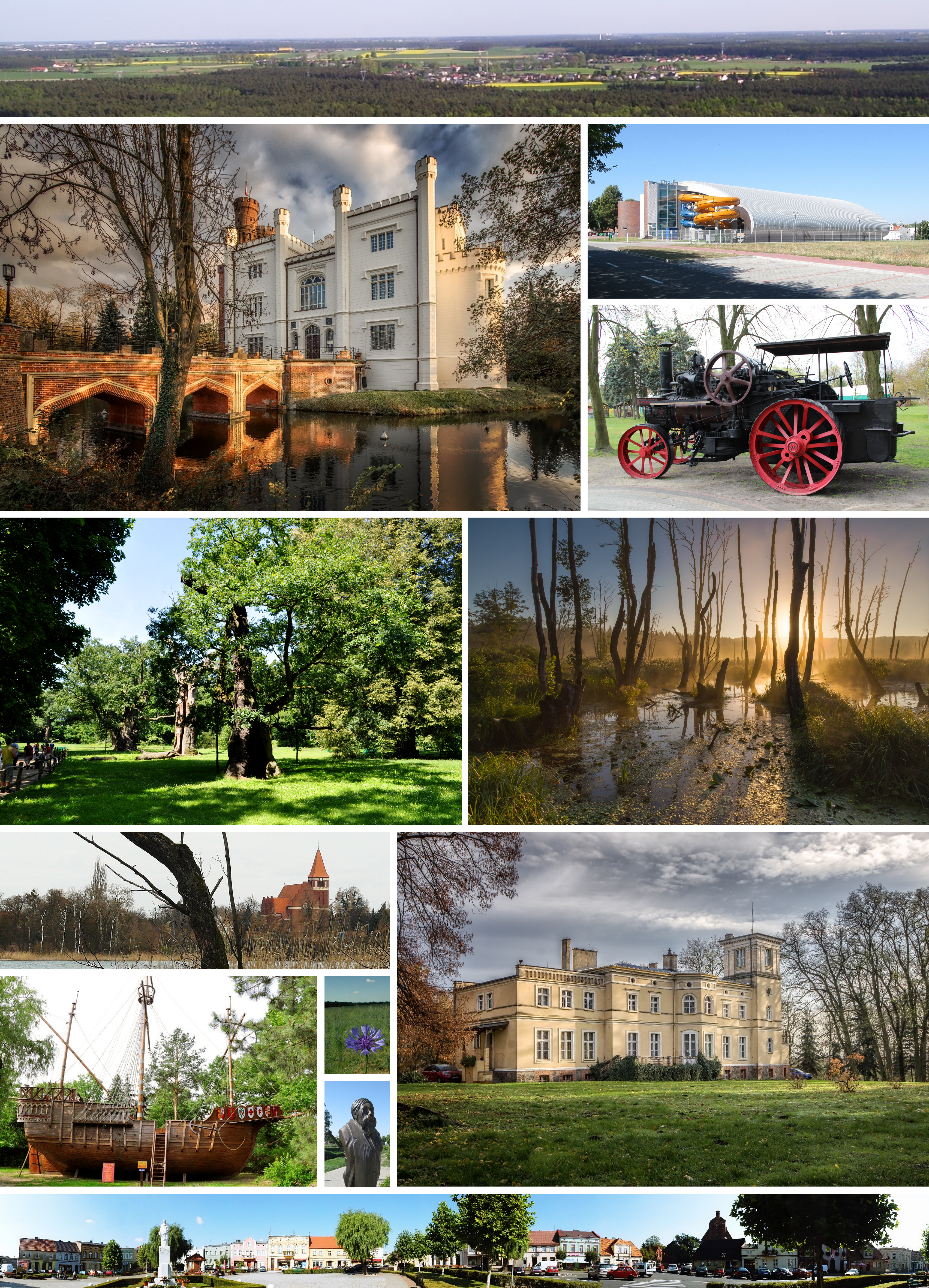
Niektóre atrakcje turystyczne powiatu poznańskiego

#### Atrakcje turystyczne
Odwiedzić tu można obszary ochrony przyrody – park narodowy, parki krajobrazowe oraz rezerwaty przyrody. Przebiegają tędy trasy turystyczne: Szlak Piastowski, Szlak Romański, Trasa Kórnicka oraz Wielkopolska Droga św. Jakuba. Wokół stolicy Wielkopolski wytyczono tzw. Pierścień Rowerowy Dookoła Poznania połączony z centrum miasta siedmioma szlakami dojazdowymi.
Turyści zatrzymujący się w powiecie poznańskim korzystają zarówno z atrakcji turystycznych pobliskiego Poznania, jak i z licznych punktów wartych odwiedzenia na terenie samego powiatu. Należą do nich m.in.:
- park linowy Cascader Park w Kobylnicy
- baza Moto-Armii w Golęczewie – przejażdżki pancernym sprzętem militarnym po poligonie, market militarny
- skansen miniatur Szlaku Piastowskiego w Pobiedziskach
- Gród Pobiedziska – drewniana forteca z okresu wczesnego średniowiecza w Pobiedziskach
- kompleks pałacowy w Rogalinie – pałac, wozownia, galeria malarstwa, park ze słynnymi „dębami rogalińskimi”
- kompleks zamkowy w Kórniku – zamek, oficyny, wozownia, największe w Polsce arboretum
- Wielkopolski Park Etnograficzny w Dziekanowicach – skansen wielkopolskiej wsi, odwiedzić można również znajdujące się w pobliżu stanowisko archeologiczne na wyspie Ostrów Lednicki (Muzeum Pierwszych Piastów na Lednicy)
- Park Krajobrazowy Puszcza Zielonka z wieżą widokową na Dziewiczej Górze, przy której powstaje Centrum Edukacji Turystycznej
- Park Orientacji Przestrzennej w Owińskach
- Wielkopolski Park Narodowy
- Muzeum Narodowe Rolnictwa i Przemysłu Rolno-Spożywczego w Szreniawie ze swoimi oddziałami – Muzeum Przyrodniczo-Łowieckim w Uzarzewie oraz Skansenem i Muzeum Pszczelarstwa w Swarzędzu
- zabytkowe kościoły, w tym obiekty drewniane (powstałe między XIII, a XIX wiekiem)

#### Turyści
W 2012 r. z rejestrowanej bazy noclegowej na terenie powiatu poznańskiego skorzystało łącznie 181,3 tys. osób, w tym 17,8 tys. turystów z zagranicy. Przeciętny turysta przebywał w powiecie średnio 1,75 doby.
| Rodzaj danych             | 2008    | 2009    | 2010    | 2011    | 2012    |
| ------------------------- | ------- | ------- | ------- | ------- | ------- |
| Turyści (ogółem)          | 140 886 | 140 934 | 158 309 | 171 910 | 181 293 |
| W tym turyści zagraniczni | 14 429  | 13 859  | 13 899  | 14 394  | 17 823  |

W tym samym okresie z obiektów noclegowych zlokalizowanych w Poznaniu skorzystało łącznie 621,8 tys. turystów, w tym 175,0 tys. osób z zagranicy. Przeciętna długość pobytu wynosiła 1,68 doby.
| Rodzaj danych             | 2008    | 2009    | 2010    | 2011    | 2012    |
| ------------------------- | ------- | ------- | ------- | ------- | ------- |
| Turyści (ogółem)          | 532 704 | 496 286 | 582 975 | 605 337 | 621 836 |
| W tym turyści zagraniczni | 159 472 | 153 484 | 163 071 | 150 772 | 175 012 |

#### Baza noclegowa
W powiecie poznańskim zlokalizowane są liczne hotele, motele, pensjonaty, gospodarstwa agroturystyczne oraz ośrodki wypoczynkowe, uzupełniające ofertę noclegową Poznania.
| Lokalizacja      | Obiekty ogółem | Obiekty całoroczne | Hotele | Miejsca ogółem | Miejsca całoroczne | Miejsca w hotelach |
| ---------------- | -------------- | ------------------ | ------ | -------------- | ------------------ | ------------------ |
| Poznań           | 89             | 89                 | 48     | 8065           | 8 065              | 5615               |
| Powiat poznański | 74             | 65                 | 29     | 4124           | 3 663              | 2121               |
| Razem            | 163            | 154                | 77     | 12 189         | 11 728             | 7 736              |

Hotele i motele (gościńce, zajazdy) w powiecie poznańskim – dysponujące co najmniej 10 pokojami (listopad 2013 rok):
1. Gościniec Pod Brzozami – Skórzewo, ul. Malwowa 148; 20 pokoi, 45 miejsc noclegowych
2. Gościniec Marzymięta – Czmoniec 59; 11 pokoi, 28 miejsc noclegowych
3. Hotel 3 (**) – Swarzędz, ul. św. Marcina 1; 41 pokoi, 58 miejsc noclegowych
4. Hotel 500 (***) – Tarnowo Podgórne, ul. Poznańska 139; 170 pokoi, 198 miejsc noclegowych
5. Hotel Adler (**) – Swarzędz, ul. Cieszkowskiego 108; 30 pokoi, 53 miejsca noclegowe
6. Hotel Alexandra (***) – Pobiedziska, ul. Radosna 6; 14 pokoi, 30 miejsc noclegowych
7. Hotel Amaryllis (****) – Swarzędz / Jasin, ul. Poznańska 39; 39 pokoi, 74 miejsca noclegowe
8. Hotel Angie (**) – Puszczykowo, ul. Sobieskiego 50; 18 pokoi, 38 miejsc noclegowych
9. Hotel Atrium (nieskat.) – Puszczykowo, ul. 3 Maja 42A; 33 pokoje, 68 miejsc noclegowych
10. Hotel Bachus (**) – Pobiedziska, Rynek 3; 12 pokoi, 25 miejsc noclegowych
11. Hotel Blue Door (**) – Przeźmierowo, ul. Poznańska 1; 12 pokoi, 28 miejsc noclegowych
12. Hotel Daglezja (**) – Kórnik, ul. Woźniaka 7; 36 pokoi, 72 miejsca noclegowe
13. Hotel Dąbrówka (nieskat.) – Dąbrówka, ul. Parkowa 3; 20 pokoi, 42 miejsca noclegowe
14. Hotel Delicjusz (***) – Trzebaw, ul. Poznańska 1; 105 pokoi, 172 miejsca noclegowe
15. Hotel Edison (***) – Baranowo, ul. Wypoczynkowa; 60 pokoi, 110 miejsc noclegowych
16. Hotel Ego (*****) – Dębogóra, ul. Wiązowa 7; 14 pokoi, 48 miejsc noclegowych, Spa
17. Hotel Eurohotel (***) – Swarzędz, ul. Cieszkowskiego 33; 47 pokoi, 74 miejsca noclegowe
18. Hotel Glamour (***) – Przeźmierowo, ul. Rynkowa / Łanowa; 21 pokoi, 42 miejsca noclegowe, Spa
19. Hotel Gościniec Sucholeski (***) – Suchy Las, ul. Sucholeska 6; 21 pokoi, 42 miejsca noclegowe
20. Hotel Green (****) – Komorniki, ul. Jeziorna 1A; 43 pokoje, 82 miejsca noclegowe
21. Hotel Hot_elarnia (****) – Puszczykowo, ul. Morenowa 33; 16 pokoi, 32 miejsca noclegowe, Spa
22. Hotel Inter Szablewski (***) – Dymaczewo Nowe, ul. Pod Topolami 1; 96 pokoi, 150 miejsc noclegowych
23. Hotel Jaśmin (***) – Owińska, ul. Dworcowa 19; 13 pokoi, 30 miejsc noclegowych
24. Hotel Lake (***) – Dymaczewo Nowe, ul. Mosińska 2; 35 pokoi, 70 miejsc noclegowych
25. Hotel Margarita (**) – Buk, pl. Reszki 23; 10 pokoi, 21 miejsc noclegowych
26. Hotel Max (***) – Luboń, ul. Kościuszki 79; 32 pokoje, 56 miejsc noclegowych
27. Hotel Melodia (***) – Buk, ul. Lipowa 28; 12 pokoi, 25 miejsc noclegowych
28. Hotel Morena (*) – Mosina, ul. Konopnickiej 1A; 13 pokoi, 26 miejsc noclegowych
29. Hotel Ogród Przysmaków (**) – Chludowo, ul. Dworcowa 6; 10 pokoi, 20 miejsc noclegowych
30. Hotel Orange (***) – Przeźmierowo, ul. Poznańska 14A; 42 pokoje, 83 miejsca noclegowe
31. Hotel Ossowski (***) – Kobylnica, ul. Dąbrówki 1; 79 pokoi, 150 miejsc noclegowych
32. Hotel Pałac Biedrusko (nieskat.) – Biedrusko, ul. 1 Maja 82; 40 pokoi, 90 miejsc noclegowych
33. Hotel Pałac w Krześlicach (nieskat.) – Krześlice 1; 20 pokoi, 42 miejsca noclegowe
34. Hotel Pałacyk Pod Lipami (nieskat.) – Swarzędz, ul. Poznańska 35; 19 pokoi, 36 miejsc noclegowych
35. Hotel Poznański (***) – Luboń, ul. Krańcowa 4; 107 pokoi, 214 miejsc noclegowych
36. Hotel Przylesie (**) – Sierosław, ul. Bukowska 2A; 35 pokoi, 76 miejsc noclegowych
37. Hotel Relax (***) – Murowana Goślina, ul. Poznańska 47; 15 pokoi, 25 miejsc noclegowych
38. Hotel Rezydencja Kamińsko (***) – Kamińsko 4; 24 pokoje, 57 miejsc noclegowych
39. Hotel Rodan (***) – Skrzynki, ul. Poznańska 5D; 29 pokoi, 58 miejsc noclegowych, Spa
40. Hotel Sierosław (**) – Sierosław, ul. Bukowska 1; 32 pokoje, 64 miejsca noclegowe
41. Hotel Wzgórze Toskanii (***) – Przeźmierowo, ul. Poznańska 35; 20 pokoi, 47 miejsc noclegowych, Spa
42. Hotel Vector (**) – Tarnowo Podgórne, ul. Rokietnicka 21; 10 pokoi, 17 miejsc noclegowych
43. Hotel Złoty Róg (***) – Kostrzyn, ul. Rynek 5A; 22 pokoje, 29 miejsc noclegowych
44. Motel 2000 – Stęszew, ul. Kościańska 89; 32 pokoje, 64 miejsca noclegowe
45. Motel A&B – Stęszew, ul. Narutowicza 2; 24 pokoje (domki), 60 miejsc noclegowych
46. Motel Comet – Przeźmierowo, ul. Rynkowa 138; 12 pokoi, 27 miejsc noclegowych
47. Motel Onyks – Tarnowo Podgórne, ul. Owocowa 18; 19 pokoi, 38 miejsc noclegowych
48. Zajazd Non-Stop – Gądki, ul. Dworcowa 1; 25 pokoi, 55 miejsc noclegowych

Niektóre z hoteli nie mają przyznanej kategorii ze względu na niezłożenie wniosku do urzędu marszałkowskiego. Obiekty te świadczą jednak usługi na konkretnym poziomie określonym przez portale turystyczne.